# Thalwil
Thalwil je město v okrese Horgen v kantonu Curych ve Švýcarsku. Žije zde přibližně 19 tisíc obyvatel.

## Geografie

Letecký pohled (1963)

Thalwil leží na severním svahu masivu Zimmerberg. V lese směrem k oblasti Sihlwald, která byla ve středověku považována za „prales“, se nacházejí dva umělé rybníky, Waldweiher a Gattikerweiher. Oba sloužily jako zásobárny vody pro průmysl v Gattikonu. Dnes jsou oba rybníky ceněny jako místní rekreační oblasti. Koupání je povoleno pouze v Gattikerweiheru.
Sousedními obcemi jsou Rüschlikon, Oberrieden, Horgen a Langnau am Albis (všechny v kantonu Curych).

## Historie

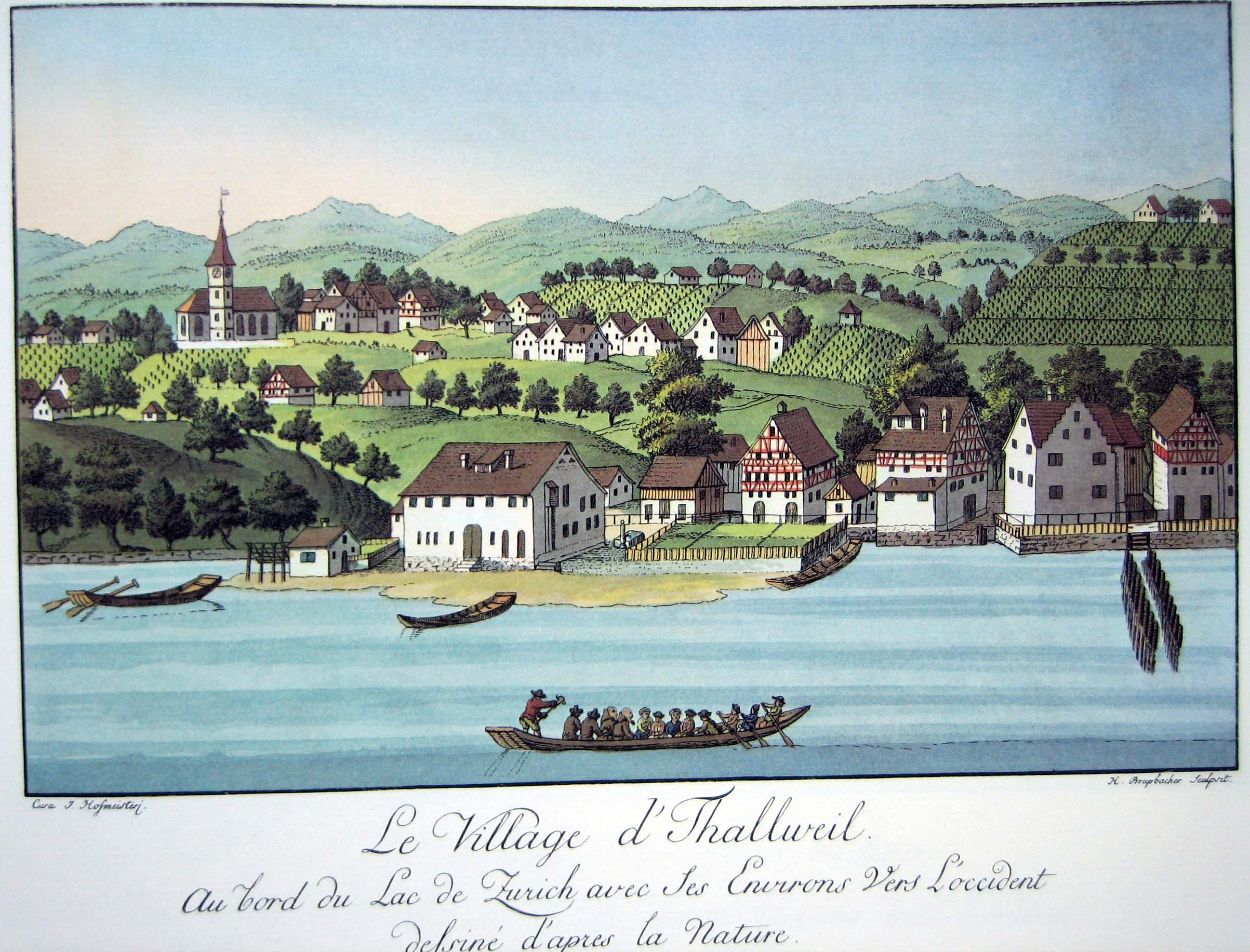
Thalwil v roce 1794

Původně zemědělská obec Thalwil se kdysi skládala ze čtyř vesnic Oberdorf, Unterdorf, Ludretikon a dnes samostatné obce Langnau. Nejstarší částí obce je Ludretikon, který je zmiňován již v roce 915. V 11. století byli majiteli pozemků klášter Muri, Habsburkové a baroni z Eschenbachu. Podle spisu Acta Murensia potvrdili Habsburkové vlastnictví půdy v Muri v roce 1064. V roce 1495 měl klášter dvanáct statků, které si udržel až do svého zrušení v roce 1835. První doložená zmínka přímo o Thalwilu pochází z roku 1133 pod názvem Telwil. Ve všech vrcholně středověkých a několika pozdně středověkých listinách se místo nazývá vicus Telwil (před rokem 1140), Tellewilare (1159), Tällewiler (1275), Telwile (1336) a podobně; dnešní výslovnost s koncovkou -a- je poprvé doložena v roce 1331 (ze Tallwile). Vzhledem k tomu, že 95 % všech švýcarských německých místních jmen, končících na -wil, má v přední části starohornoněmecké osobní jméno, lze Thalwil s největší pravděpodobností vykládat jako „dvůr/usedlost Tella“; stejné osobní jméno se vyskytuje také v názvech obcí Dällikon a Delémont. Starohornoněmecké jméno Tello, které v pozdějších dobách již nebylo známo, bylo později reinterpretováno jako Tal.
Dřívější pravopis názvu je také Thalweil.
Hlavním zaměstnáním obyvatel bylo zemědělství, vinařství a příležitostně rybolov a lodní doprava. Větší pozemky vlastnil klášter Muri s úřední budovou na jezeře a lenními statky a také klášter Wettingen, rovněž s lenními domy a právem kolatury nad kostelem. V Thalwilu se nachází nejstarší lesní korporace v kantonu Curych, les Bannegg, který před 550 lety patřil klášteru Muri a v roce 1483 byl listinou převeden na dvanáct uživatelů klášterních statků. Dnes je tato lesní korporace ve vlastnictví 16 členů Banneggu a obce. Kromě toho se na území obce nachází také obecní lesy. 1713 došlo k oddělení obce Langnau; od té doby tvoří tato část obce vlastní politickou obec s kostelem. V průběhu 19. a 20. století se počet obyvatel díky blízkosti Curychu výrazně zvýšil. Od poloviny 20. století se Thalwil rozrostl společně se sousedními obcemi Rüschlikon, Oberrieden a Langnau. Po první světové válce byly z Thalwilu pod vedením Jakoba Bossharda z Thalwilu organizovány „hladové vlaky“, které pod vojenskou ochranou dopravovaly do hladovějících oblastí východní Evropy nasbírané potraviny a další důležité zásoby.

## Obyvatelstvo
| Vývoj počtu obyvatel | Vývoj počtu obyvatel | Vývoj počtu obyvatel | Vývoj počtu obyvatel | Vývoj počtu obyvatel | Vývoj počtu obyvatel | Vývoj počtu obyvatel | Vývoj počtu obyvatel | Vývoj počtu obyvatel | Vývoj počtu obyvatel | Vývoj počtu obyvatel | Vývoj počtu obyvatel | Vývoj počtu obyvatel | Vývoj počtu obyvatel | Vývoj počtu obyvatel | Vývoj počtu obyvatel | Vývoj počtu obyvatel | Vývoj počtu obyvatel | Vývoj počtu obyvatel | Vývoj počtu obyvatel | Vývoj počtu obyvatel | Vývoj počtu obyvatel | Vývoj počtu obyvatel |
| -------------------- | -------------------- | -------------------- | -------------------- | -------------------- | -------------------- | -------------------- | -------------------- | -------------------- | -------------------- | -------------------- | -------------------- | -------------------- | -------------------- | -------------------- | -------------------- | -------------------- | -------------------- | -------------------- | -------------------- | -------------------- | -------------------- | -------------------- |
| Rok                  | 1634                 | 1762                 | 1799                 | 1833                 | 1850                 | 1860                 | 1870                 | 1880                 | 1888                 | 1900                 | 1910                 | 1920                 | 1930                 | 1941                 | 1950                 | 1960                 | 1970                 | 1980                 | 1990                 | 2000                 | 2010                 | 2020                 |
| Počet obyvatel       | 601                  | 1100                 | 1149                 | 1318                 | 1889                 | 2145                 | 2537                 | 3293                 | 4011                 | 6791                 | 7746                 | 7511                 | 7943                 | 7965                 | 8787                 | 11 481               | 13 591               | 15 412               | 15 647               | 15 805               | 17 291               | 18 307               |

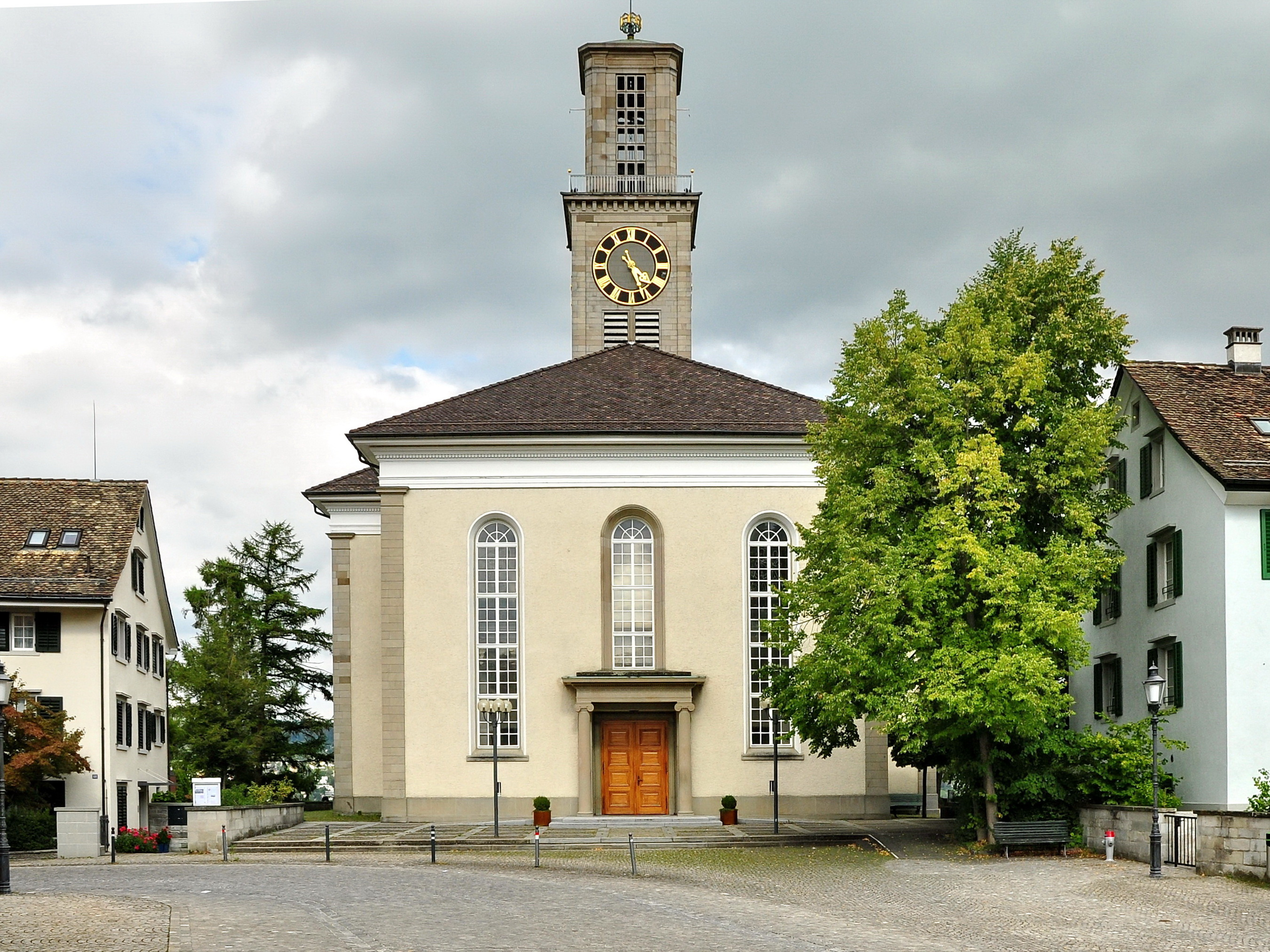
Reformovaný kostel v Thalwilu

Podíl cizinců činil v roce 2023 31,8 %. Ve stejném roce se 22,10 % obyvatel hlásilo k evangelické reformované církvi, 23,97 % k římskokatolické církvi a 53,93 % k jinému vyznání nebo bez vyznání.

## Hospodářství

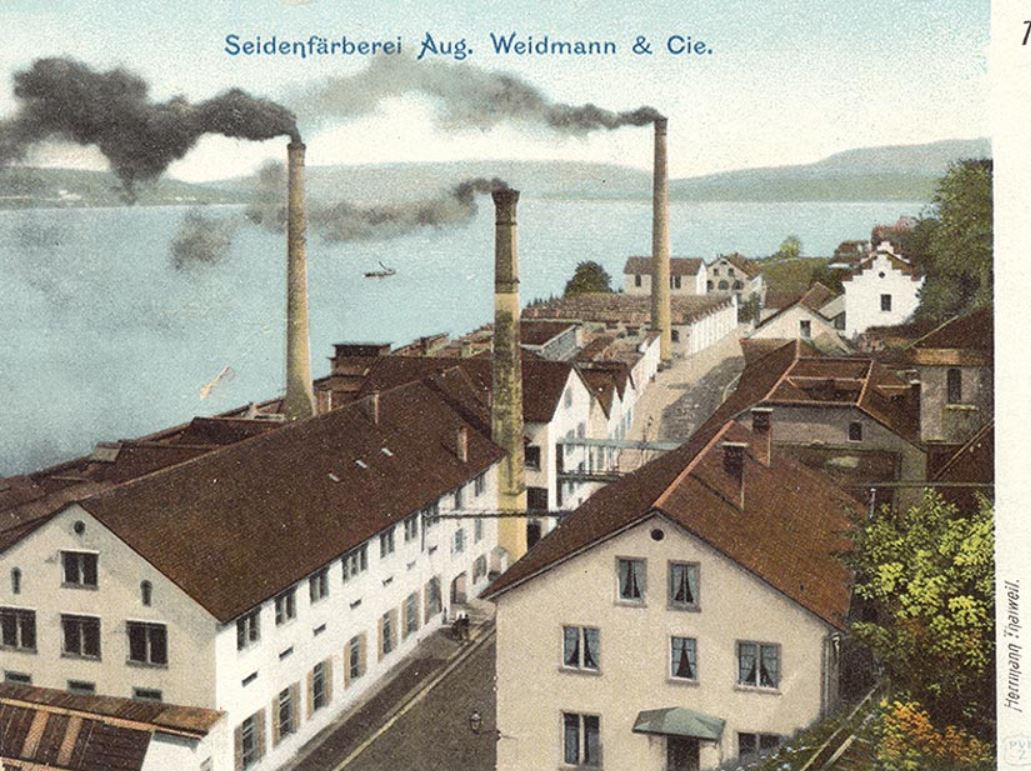
Barvírna Weidmann v Thalwilu

V minulosti byla obec spojena s Curychem a dalšími obcemi pouze po jezeře a silnici. K prvnímu většímu stavebnímu rozvoji došlo v letech 1838–1840 výstavbou silnice Seestrasse, vedoucí podél břehu jezera. Toto nové dopravní spojení, které nebylo vybudováno bez odporu, vedlo k výstavbě nových honosných sídel a k rozmachu průmyslu. Postupem času tak vznikaly různé menší podniky a později velké textilní společnosti, jako například Weidmannova barvírna, hedvábnická firma Robert Schwarzenbach & Co. AG, hedvábnická společnost Gebr. Schmid, později Heer & Co. a přádelna bavlny Schmid AG v Gattikonu. Tyto podniky spolu s výstavbou železnice na levém břehu jezera v roce 1875 výrazně změnily vzhled obce. Vznikla nová sídliště pro dělníky a nastoupila spekulace s nemovitostmi, jaká se opakovala až po druhé světové válce. V roce 1921 byla v Thalwilu zavedena veřejná péče o děti, v níž pokračuje nadace denního centra Thalwil.
Industrializace přinesla Thalwilu velký nárůst počtu obyvatel a způsobila, že se jednotlivé části obce srostly. Tento rozvoj byl dále podpořen otevřením železniční tratě v roce 1875. Po vybudování trati z Curychu do Zugu (1897) se obec stala důležitým železničním uzlem. Díky dobrému spojení s Curychem a centrálním Švýcarskem je Thalwil dnes převážně rezidenční obcí pro dojíždějící (76 % dojíždějících v roce 2000).

## Doprava

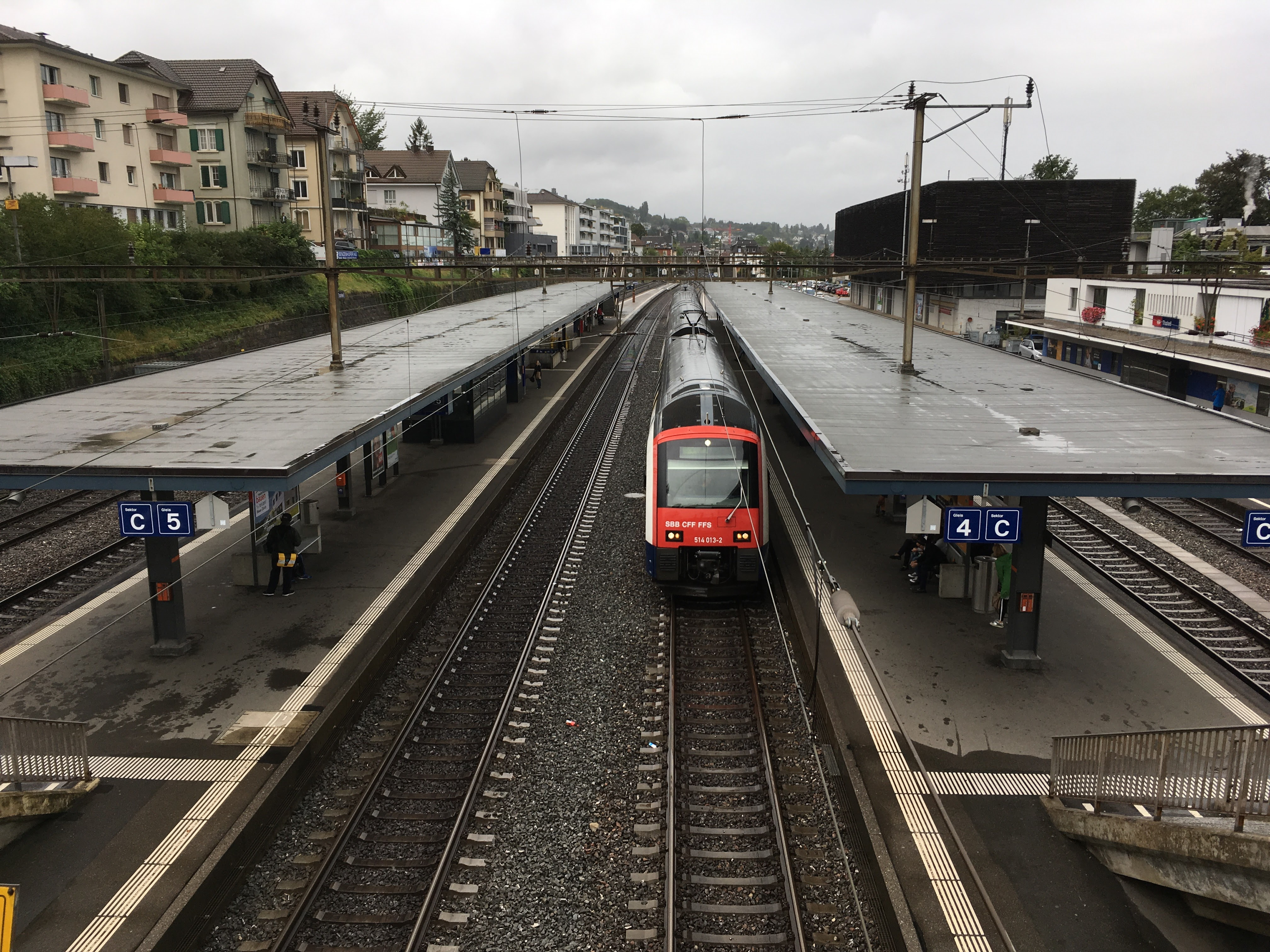
Osobní vlak ve stanici Thalwil

Thalwil má železniční stanici se šesti kolejemi, na které zastavují i rychlíky. Na nádraží odbočuje z hlavní trati po levém břehu jezera (z Curychu do Ziegelbrücke) železniční trať do Zugu. Thalwil je obsluhován třemi linkami curyšské S-Bahn (S2, S8 a S24) ve směru do Curychu, Zugu, Schaffhausenu a Pfäffikonu, a dvěma rychlíkovými linkami (InterRegio) do Bernu, Churu, Lucernu a také do německé Kostnice.
Na nádraží začíná trasa Postbusu do Hausen am Albis přes Gattikon, Langnau am Albis a Oberalbis. Místní autobusovou dopravu TROL (Thalwil Rundkurs, Oberrieden, Langnau), která byla zahájena v roce 1989, provozuje společnost Hunziker z Rüschlikonu.
Thalwilem prochází hlavní silnice číslo 3 z Curychu do Pfäffikonu. Západně od Thalwilu prochází dálnice A3 z Basileje přes Curych do Sargans. Dálniční křižovatka Thalwil/Rüschlikon na severozápadě města zajišťuje napojení na místní silniční síť.

## Osobnosti
- Christian Fassnacht (* 1993), fotbalista